# The Poison: Live at Brixton
The Poison: Live at Brixton es el primer DVD del grupo Bullet for My Valentine, lanzado el 30 de octubre de 2006 en el Reino Unido y el 19 de diciembre en Estados Unidos. Muestra una actuación en directo en el Brixton Academy el 19 de enero de 2006. También fue lanzado en Japón como un CD/DVD Box.

## Canciones
1. "Intro"
2. "Her Voice Resides"
3. "4 Words (To Choke Upon)"
4. "Suffocating Under Words of Sorrow (What Can I Do)"
5. "All These Things I Hate (Revolve Around Me)"
6. "The Poison"
7. "Spit You Out"
8. "Cries In Vain"
9. "Just Another Star"
10. "Tears Don't Fall"
11. "No Control"
12. "Hand of Blood"
13. "The End"

## Videoclips
- "Hand of Blood"
- "4 Words (To Choke Upon)"
- "Suffocating Under Words of Sorrow (What Can I Do)"
- "All These Things I Hate (Revolve Around Me)"
- "Tears Don't Fall"

## Personal
- Matthew Tuck - vocalista y guitarra
- Michael Paget - guitarra principal y coros
- Jason James - bajo y coros
- Michael Thomas - batería

- Datos: Q2734504